# Eddy Grant
Eddy Grant (Plaisance, Guyana, 1948. március 5. –) guyanai származású brit énekes, gitáros.

## Pályafutása
1948-ban született. 1965-ben alapította meg a The Equals együttest. 1973-tól szólóénekes. Legismertebb albuma az 1982-es Killer on the Rampage. Legismertebb dala az apartheid-ellenes Gimme Hope Jo'anna. 1985-ben járt Magyarországon. A '90-es években nem volt túl sikeres.

## Diszkográfia

### Stúdióalbumok
- Eddy Grant (1975)
- Message Man (1977)
- Walking on Sunshine (1979)
- Love In Exile (1980)
- Can't Get Enough (1981)
- Killer on the Rampage (1982)
- Going for Broke (1984)
- Born Tuff (1987)
- File Under Rock (1988)
- Barefoot Soldier (1990)
- Paintings of the Soul (1992)
- Soca Baptism (1993)
- Hearts and Diamonds (1999)
- Reparation (2006)
- Plaisance (2017)